# 田中祐子 (指揮者)
田中 祐子（たなか ゆうこ、1978年 - ）は、日本の愛知県名古屋市出身の指揮者。

## 経歴
東京藝術大学大学院の指揮科修士課程を首席修了し、指揮を尾高忠明、広上淳一、高関健、汐澤安彦に師事。
2018年4月からオーケストラ・アンサンブル金沢の指揮者を2020年8月まで担当した。
平成30年度五島記念文化賞オペラ新人賞の受賞に伴い2019年3月末より1年間の海外研修を開始し、フランスのボルドー、リヨンを経て、パリのエコールノルマル音楽院のオーケストラ指揮科・高等ディプロム課程でドミニク・ルイス、ジュリアン・マスモンデに師事。

## 受賞歴
- 第16回東京国際コンクール「指揮」入選[4]
- ブザンソン国際指揮者コンクール セミ・ファイナリスト[5]
- 平成30年度五島記念文化賞オペラ新人賞[6]